# Basketballclub Winterthur
Der Basketballclub Winterthur ist ein Schweizer Basketballverein aus Winterthur. Der BCW war bis im Sommer 2018 der einzige Schweizer Basketballclub, der sowohl ein Frauen-Team als auch ein Männer-Team in der Nationalliga A stellte. Derzeit spielen die Frauen sowie auch die Männer in der Nationalliga B, welches die zweithöchste Spielklasse der Schweiz ist.

## Geschichte
Zu Beginn der 1960er-Jahre brachte eine Gruppe ungarischer Immigranten unter Bela Agoston Basketball nach Winterthur. Die damals frisch gegründete «Hungaria Winterthur» nahm im Herbst 1960 erstmals ausser Konkurrenz an der Rückrunde der Deutschschweizer Basketballmeisterschaft teil. 1962 wurde der Verein in BC Winterthur umbenannt.
Während der 1980er-Jahre spielte das damalige Herren-Team für einige Saisons in der 1. Nationalliga (der drittobersten Liga). Das Damen-Team unter Trainer Bela Agoston bestritt die Meisterschaft in der Nationalliga B, wobei die Aufstiegsspiele in die Nationalliga A ein paar Mal nur knapp verpasst wurden. In den 1990er- und 2000er-Jahren spielte die Männer des BCW in der 2. und 3. Liga des Regionalverbandes, die Frauen in der 1. Liga National und nach 1997 in der 3. Liga des Regionalverbandes.
2009 wurde Daniel Rašljić Trainer und Technischer Leiter der Winterthur. Unter seiner Leitung schafften sowohl die Männer sowohl das Herren- wie auch das Damenteam 2013 den Aufstieg in die Nationalliga B. Bei den Damen war es der dritte Aufstieg in drei Saisons, bei den Herren der vierte Aufstieg in vier Saisons. 2015 stiegen beide Mannschaften in die höchste Schweizer Liga auf. Den Damen gelang 2017 nach einer Aufholjagd in der zweiten Spielhälfte überraschend der Gewinn des Schweizer Cups mit einem 61:59-Sieg über das favorisierte Elfic Fribourg. und am 8. Oktober 2017 bezwangen die Winterthurerinnen im Supercup in Fribourg Schweizer Meister Hélios Basket 70:65.
Im Sommer 2018 zog der BC Winterthur die Männermannschaft aus der Nationalliga A zurück. Als Grund hierfür wurde fehlende Finanzkraft für die Zusammenstellung eines kompetitiven Teams sowie der Aufbau des eigenen Nachwuchs in der Nationalliga B genannt. Ebenfalls übernimmt der ehemalige Trainer und vorherige Sportchef Daniel Rašljić nach einer Saison wieder das Traineramt bei den Damen sowie den Herren – der bisherige Headcoach der Herren, Mitar Trivunovic, verliess den Verein Richtung Neuenburg.
Die Frauen gelang in der Spielzeit 2018/19 zum zweiten Mal der Gewinn des Schweizer Cups mit einem 58:56-Sieg im Final über Elfic Fribourg. Erstmals in der Clubgeschichte erreichten die Winterthurer Basketballerinnen auch die Playoff-Final-Serie, unterlagen dort Fribourg aber 0:3. Nach der Saison beschloss der Verein, mit den Männern nur noch in der 1. Liga National zu starten. Diese hatten zuvor in der Nationalliga B die Playoffs erreicht, waren aber im Viertelfinal ausgeschieden. 2021 zog Winterthur seine Damenmannschaft aus gleichen Grund wie die Herren aus der höchsten Liga zurück, um das Team in der Nationalliga B neu aufzubauen. 2022 schafften die Männer nach drei Jahren Wiederaufbau den Wiederaufstieg in die Nationalliga B.

## Frauen

### Erfolge
- Sieger SBL Cup 2020
- Qualifikation für die Playoff-Serie 2018/19
- Cupsieger 2019
- Qualifikation für die Playoff-Halbfinals 2017/18
- Sieger Supercup 2017/18
- Cupsieger 2017, Qualifikation für die Finalrunde der NLA
- Aufstieg in die Nationalliga A 2015
- Aufstieg in die Nationalliga B 2013
- Aufstieg in die 1. Liga Regional 2012
- Aufstieg in die 2. Liga 2011

### Kader Saison 2020/21
| Name               | Geburtsdatum | Nationalität | Grösse | Position        |
| ------------------ | ------------ | ------------ | ------ | --------------- |
| Iva Bosnjak        | 25.5.2001    | CRO          | 174 cm | Guard, Forward  |
| Cinzia Tomezzoli   | 16.4.1988    | SUI          | 175 cm | Forward         |
| Yéléna Luap        | 1.4.2001     | SUI, GER     | 182 cm | Guard, Forward  |
| Ymke Brouwer       | 16.10.2001   | SUI          | 182 cm | Forward         |
| Maria Siafa        | 2.2.1995     | ESP          | 183 cm | Forward, Center |
| Pia Jurhar         | 19.9.1995    | AUT          | 180 cm | Center          |
| Belinda Mensah     | 24.8.2000    | SUI          | 170 cm | Guard           |
| Charlotte Kohler   | 26.3.2001    | SUI          | 189 cm | Forward, Center |
| Margaux Götschmann | 19.5.2001    | SUI          | 183 cm | Forward         |
| Staff              |              |              |        |                 |
| Daniel Rašljić     |              |              |        | Head Coach      |
| Aner Levron        |              |              |        | Assistant Coach |

### Kader frühere Jahre
- Spielerinnen 2019/20 (Nationalliga A): Kolby Morgan, Iva Bosnjak, Cinzia Tomezzoli, Daniela Wettach, Helena Linder, Alessia Giannetti, Lenja Lemcke, Yéléna Luap, LaBrittney Jones, Ymke Brouwer, Maria Siafa, Livia Balle, Pia Juhar, Belinda Mensah. Coach: Daniel Rašljić.

- Spielerinnen 2018/19 (Nationalliga A): Nicolette Rose Gilday, Paulina Körner, Iva Bosnjak, Lulu Johansen, Cinzia Tomezzoli, Daniela Wettach, Gabrijella Sakica, Lenja Lemcke, Yéléna Luap, LaBrittney Jones, Camille Rosset, Keani Albanez, Maya Singleton. Coach: Daniel Rašljić.

- Spielerinnen 2017/18 (Nationalliga A): Quiera Lampkins, Abria Trice, Paulina Körner, Iva Bosnjak, Lulu Johansen, Cinzia Tomezzoli, Daniela Wettach, Stella Petermann, Martina Gomes Pereira, Rahel Wehrli, Katharina Barnjak, Selina Staub. Coach: Mitar Trivunovic.

- Spielerinnen 2016/17 (Nationalliga A): Sarah Halejian, Roxanne Lampert, Iva Bosnjak, Alessia Gianetti, Dalila Cerfeda, Cinzia Tomezzoli, Daniela Wettach, Selma Aslani, Stella Petermann, Martina Gomes Pereira, Miriam Baumann, Sabrina Eisenring, Rahel Wehrli, Katharina Barnjak. Coach: Daniel Rašljić.

- Spielerinnen 2015/16 (Nationalliga A): Roxanne Lampert, Cinzia Tomezzoli, Luzia Müller, Dalila Cerfeda, Sandra Hofstetter, Heidi Anton, Selma Aslani, Martina Gomes Perreira, Nikki Dixon, Daniela Wettach, Sabrina Eisenring. Coach: Daniel Rašljić.

- Spielerinnen 2014/15 (Nationalliga B): Gloria Demofike, Miryam Sohm, Daniela Wettach, Shakira Fataar, Cinzia Tomezzoli, Romana Stojanovic, Dalila Cerfeda, Sandra Hofstetter, Anna Karagülle, Selma Aslani, Alessia Giannetti, Joyce Nobles. Coach: Daniel Rašljić.

- Spielerinnen 2013/14 (Nationalliga B): Joyce Nobles, Romana Stojanovic, Anna Karagülle, Shakira Fataar, Cinzia Tomezzoli, Daniela Wettach, Dalila Cerfeda, Sandra Hofstetter, Selma Aslani, Gloria Demofike, Ivana Dujc, Selina Godenzi, Chantal Kuery, Alessia Giannetti. Coach: Daniel Rašljić.

- Spielerinnen 2012/13 (1. Liga Regional): Joyce Nobles, Stefanie Frey, Alessia Giannetti, Melina Zekic, Cinzia Tomezzoli, Daniela Wettach, Dalila Cerfeda, Sandra Hofstetter, Selma Aslani, Selina Godenzi. Coach: Daniel Rašljić.

- Spielerinnen 2011/12 (2. Liga Regional): Joyce Nobles, Stefanie Frey, Alessia Giannetti, Ketsara Ammann, Cinzia Tomezzoli, Daniela Wettach, Dalila Cerfeda, Sandra Hofstetter, Sabrina Steiner, Selma Aslani, Rebecca Dürsteler. Coach: Daniel Rašljić.

## Männer

### Erfolge
- Aufstieg in die Nationalliga A 2015
- Aufstieg in die Nationalliga B 2013, 2022
- Aufstieg in die 1. Liga National 2012
- Aufstieg in die 1. Liga Regional 2011
- Aufstieg in die 2. Liga 2010

### Kader Saison 2020/21
| Name                   | Geburtsdatum | Nationalität | Grösse | Position        |
| ---------------------- | ------------ | ------------ | ------ | --------------- |
| Luan Buzato            | 11.9.2002    | BRA          | 186 cm | Forward         |
| Michel Miguel Angel    | 17.5.1999    | SUI          | 180 cm | Guard           |
| Benyamin Baltensperger | 24.6.2001    | SUI          | 178 cm | Guard           |
| Ben Coviello           | 27.10.2001   | SUI          | 192 cm | Guard, Forward  |
| Adem Sakiri            | 20.4.2000    | SUI          | 183 cm | Guard           |
| Dan Coviello           | 27.10.2001   | SUI          | 192 cm | Guard, Forward  |
| Mimo Ruckstuhl         | 15.6.1999    | SUI          | 188 cm | Guard           |
| Mirza Osmanovic        | 30.10.1999   | SUI          | 190 cm | Forward         |
| Raphael Conrad         | 27.2.2002    | USA          | 203 cm | Forward, Center |
| Staff                  |              |              |        |                 |
| Daniel Rašljić         |              |              |        | Head Coach      |
| Aner Levron            |              |              |        | Assistant Coach |

### Kader frühere Jahre
- Spieler 2019/20 (1. Liga National): Luan Buzato, Michel Miguel Angel, Ataberk Soenmez, Berkay Soenmez, Benyamin Baltensperger, Andrija Naglic, Ben Coviello, Adem Sakiri, Dan Coviello, Mimo Ruckstuhl, Mirza Osmanovic, Raphael Conrad, Simon Ashiro, Malcolm Amsler, Luka Dominiak, Rocky Kabongo, Antonios Prantsis, Ivan Starcevic, Frederik Flury. Coach: Aner Levron.

- Spieler 2018/19 (Nationalliga B): Michael Abend, Leroy Oppliger, Marvin Kangsen, Stefan Ciric, Andraz Rogeljia, Frederik Ramm, Josua Asamoah, Yonedys Ramirez Ferreras, Nicolas Hulliger, Mimo Ruckstuhl, Yafet Haile, Jeremy Robinson, Jan Njock, Eugen Matos Gomes. Coach: Daniel Rašljić.

- Spieler 2017/18 (Nationalliga A): R.J. Price, Jeyvi Miavivululu, Yonedys Ramirez Ferreras, Nicolas Hulliger, Leo Schittenhelm, Léonard Marchand, Leroy Oppliger, Mathias Grédy, Nikola Stevanovic, Kevin Madiamba, DeShawn Painter, Bakari Copeland, Marvin Kangsen, Mimo Ruckstuhl, Frederik Ramm, Sam Downey, Jona Hoffmann, Cristian Henrici, Alex Welsh, Phil Henry. Coach: Mitar Trivunovic.

- Spieler 2016/17 (Nationalliga A): Jordan Downing, Amir Savon, Kevin Monteiro, Cristian Henrici, Yonedys Ramirez Ferreras, Nicolas Hulliger, Shane Southwell, Léonard Marchand, Milton Jennings, Rashad Whack, Stefan Petkovic, Sean Sheldon, Badou Diagne, Vidura Disanayake, Mohamed Souare, Hannes Osterwalder. Coach: Daniel Rašljić.

- Spieler 2015/16 (Nationalliga A): Rimba Anfarsyah, Baran Aydemir, Cristian Henrici, Istvan Fekete, Lucas Waldesbühl, Coletun Tarr, Michael Jacobsen, Nicolas Hulliger, Silvan Hungerbühler, Jeremy Robinson, Zoran Zivanovic, Dario Sisljagic, Jerry Patterson, Stefan Petkovic, Jerrell Williams. Coach: Daniel Rašljić.

- Spieler 2014/15 (Nationalliga B): Cristian Henrici, Ljubisa Ivkovic, Baran Aydemir, Michael Jacobsen, Silvan Hungerbühler, Rimba Anfarsyah, Jan Kruta, Jin-Mark György, Samuel Frey, Mark Holmes, Jan Sedlacek, Russell Permenter, Eugen Stenske, Ueli Pickel, Boris Paskalev, Perry Patterson, Philippe Schmidli, Patrick Carney. Coach: Daniel Rašljić.

- Spieler 2013/14 (Nationalliga B): Eugen Stenske, Baran Aydemir, Silvan Hungerbühler, Rimba Anfarsyah, Jin-Mark György, Sam Frey, Lars Menck, Tobias Giacometti, Tadej Horvat, Daniel Hoein, Orlando Cruz, Hannes Held, Boris Paskalev, Deniel Tolic, Philippe Schmidli. Coach: Daniel Rašljić.

- Spieler 2012/13 (1. Liga National): Ueli Pickel, Eugen Stenske, Baran Aydemir, Silvan Hungerbühler, Sam Frey, Rimba Anfarsyah, Hannes Held, Jin-Mark György, Boris Paskalev, Perry Patterson, Tobias Giacometti, Alexander Ryzhenko. Coach: Daniel Rašljić.

- Spieler 2011/12 (1. Liga Regional): Dejan Arsic, Eugen Stenske, Baran Aydemir, Silvan Hungerbühler, Deniel Tolic, Rimba Anfarsyah, Halil Oltan, Jin-Mark György, Sam Frey, Hansen Ewene, Boris Paskalev, Ueli Pickel. Coach: Daniel Rašljić.

- Spieler 2010/11 (2. Liga): Dejan Arsic, Baran Aydemir, Sam Frey, Silvan Hungerbühler, Deniel Tolic, Fabio Bruno, Daniel Hoein, Bryan Codiglia, Patrick Schwitter, Hansen Ewene, Laurence Onie, Boris Paskalev. Coach: Daniel Rašljić.

- Spieler 2009/10 (3. Liga): Markus Avly, Eugen Stenske, Sam Frey, Gary Karl Belny, Deniel Tolic, Fabio Bruno, Daniel Hoein, Mischa Ulmann, Patrick Schwitter, Hansen Ewene, David Jacobsen, Franklyn Ferguson. Coach: Daniel Rašljić.